# Stonedhenge
| Оценки критиков | Оценки критиков |
| Источник        | Оценка          |
| --------------- | --------------- |
| AllMusic        | [ 1 ]           |

Stonedhenge — второй студийный альбом британской блюз-роковой группы Ten Years After, выпущенный в 1969 году на лейбле Deram Records.
В том же году пластинка смогла достичь 61-го места в американском чарте Billboard 200 и шестого места в чартах Великобритании.
В 2015 году вышло двухдисковое издание с моно- и стереоверсиями альбома и дополнительными треками.

## Об альбоме
Полагая, что концертный альбом группы Undead (1968) уже в полной мере отразил их таланты, в Stonedhenge фронтмен и гитарист Элвин Ли задумал расширить звучание буги-рока группы, сменив направление и вступив на экспериментальную территорию, включающую джаз, прогрессивный поп и авангардный стиль конкретной музыки с использованием студийных эффектов, стереопанорамирования и манипуляций с лентой. Название отсылает к марихуане (stoned с англ. — «обкуренный») и древнему памятнику Стоунхендж, который изображен на психоделической обложке альбома.

## Список композиций
Слова и музыка всех песен — Элвина Ли, кроме отмеченных.
| №  | Название                                   | Длительность |
| -- | ------------------------------------------ | ------------ |
| 1. | «Going to Try»                             | 4:52         |
| 2. | «I Can’t Live Without Lydia» (Чик Черчилл) | 1:23         |
| 3. | «Woman Trouble»                            | 4:37         |
| 4. | «Skoobly-Oobly-Doobob»                     | 1:44         |
| 5. | «Hear Me Calling»                          | 5:44         |

| №  | Название                                        | Длительность |
| -- | ----------------------------------------------- | ------------ |
| 1. | «A Sad Song»                                    | 3:23         |
| 2. | «Three Blind Mice» (Трад., аранжировка Рика Ли) | 0:57         |
| 3. | «No Title»                                      | 8:13         |
| 4. | «Faro» (Лео Лайонс)                             | 1:10         |
| 5. | «Speed Kills» (Элвин Ли, Майк Вернон)           | 3:42         |

### Бонус-треки переиздания 2002 года
1. «Hear Me Calling (сингловая версия)» (Элвин Ли) — 3:44
2. «Women Trouble (американская версия)» (Элвин Ли) — 4:48
3. «I’m Going Home (сингловая версия)» (Элвин Ли) — 3:34
4. «Boogie On» (Элвин Ли) — 14:44

## Участники записи
Ten Years After
- Элвин Ли — вокал, гитара
- Лео Лайонс[англ.] — бас-гитара
- Чик Черчилл[англ.] — орга́н, фортепиано
- Рик Ли[англ.] — ударные

Дополнительный персонал
- Рой Бейкер — звуковые эффекты в треке «No Title»
- Мартин Смит — звуковые эффекты поезда в треке «Speed Kills»
- Саймон Стэйбл — бонги в треке «Going to Try»
- Майк Вернон[англ.] — бэк-вокал в треке «Hear Me Calling»

## Позиции в чартах
| Год  | Чарт                             | Позиция |
| ---- | -------------------------------- | ------- |
| 1969 | Великобритания (UK Albums Chart) | 6       |
| 1969 | США Billboard 200                | 61      |

## История релиза
| Дата релиза | Лейбл                   | Формат | Каталожный номер |
| 1969        | Deram                   | LP     | 18021 or 140.005 |
| 1989        | Deram                   | CD     | 820534-2         |
| 1990        | Polydor                 | CD     | 820534           |
| 1997        | Beat Goes On            | CD     | 356              |
| 2002        | Deca Dance              | CD     | 2898             |
| 2002        | Universal International | CD     | 882898           |